# Pięciornik biały
Pięciornik biały (Potentilla alba L.) – gatunek byliny kłączowej z rodziny różowatych (Rosaceae). Występuje w Europie i jest neutralny wobec kontynentalizmu.

## Występowanie
Zasięg gatunku obejmuje centralną i wschodnią Europę, na południu sięgając po północne Włochy i Macedonię Północną. W Polsce gatunek szeroko rozprzestrzeniony, choć lokalnie rzadki, a brak go niemal zupełnie na wybrzeżu i w górach.

## Morfologia

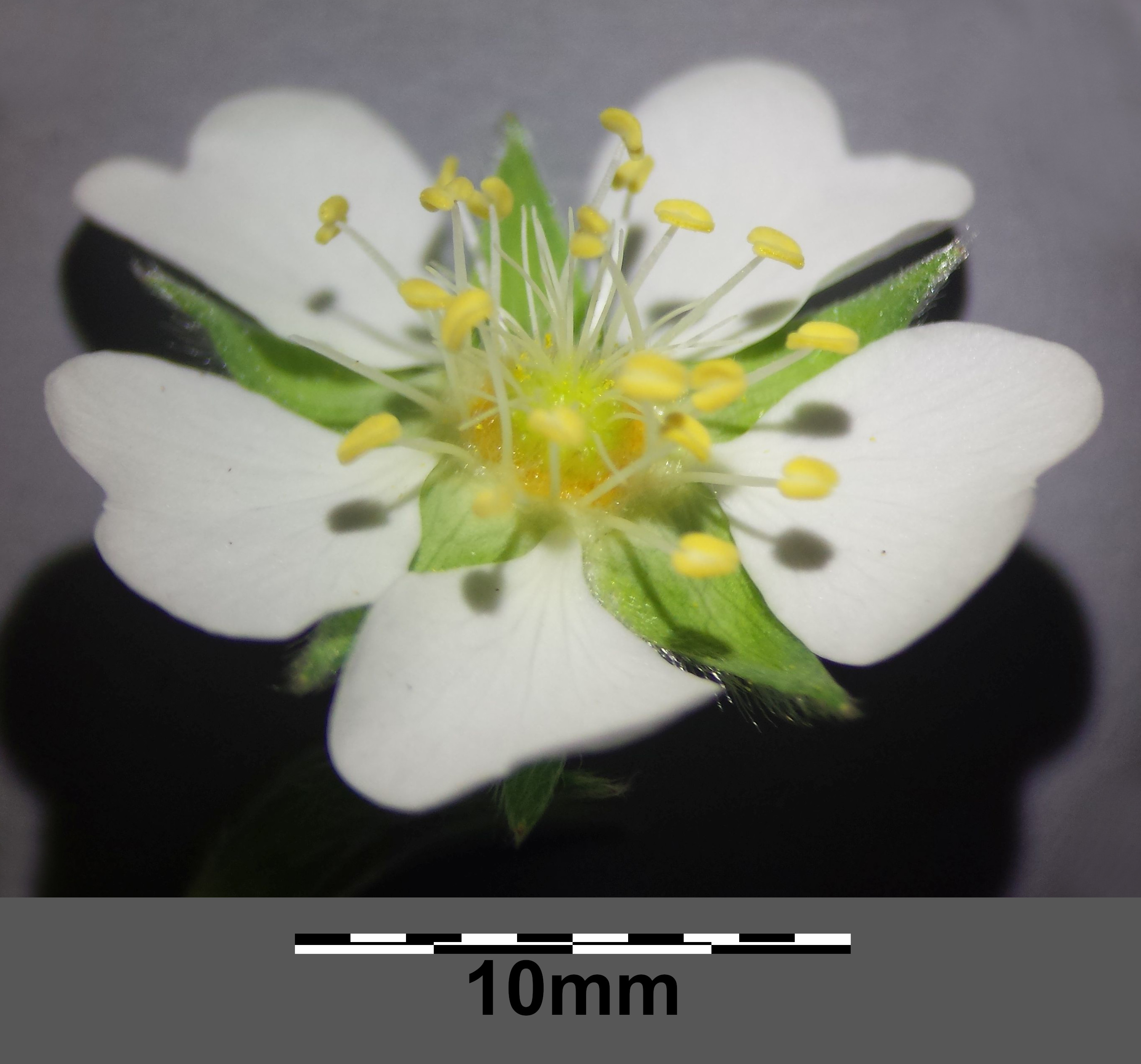
Kwiat

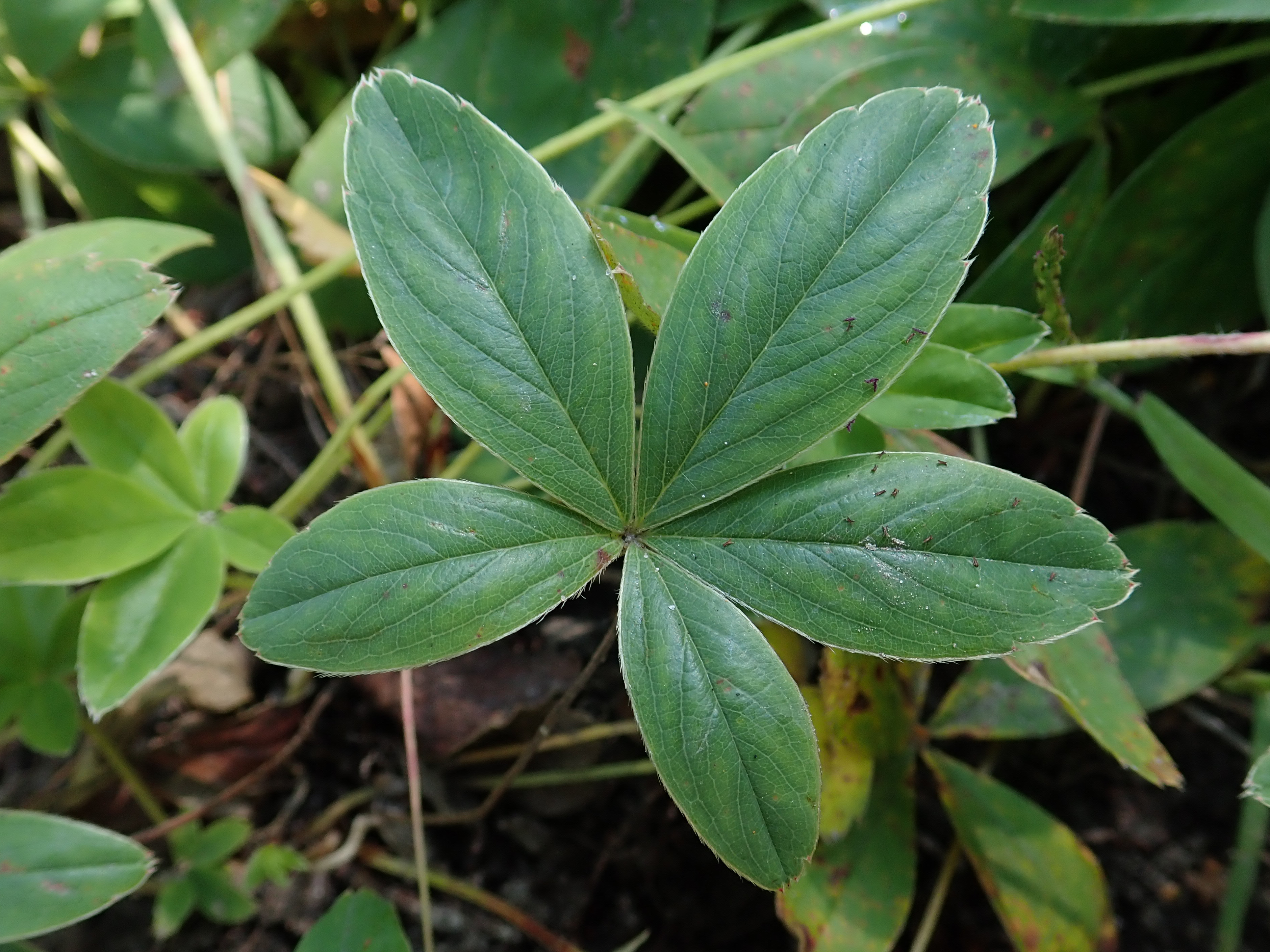
Liść

PokrójRoślina niskopienna, o pędach kwiatowych osiągających od 8 do 25 cm wysokości. Pędy pokryte przylegającymi lub wznoszącymi się włoskami.
Organy podziemneKłącze bez rozłogów, grube i krótkie, słabo rozgałęziające się, pokryte ciemnobrunatnymi resztkami przylistków i zakończone rozetką liści. Wyrastają z niego korzenie wrzecionowato zgrubiałe, mięsiste.
ŁodygaWidlasto rozgałęziona, pełzająca. Podnoszą się pędy kwiatonośne, zakończone zazwyczaj trzema kwiatami. Są one zwykle krótsze od liści odziomkowych, skąpo ulistnione, z nielicznymi 3-listkowymi liśćmi.
LiścieLiście odziomkowe dłoniaste, 5-listkowe, osadzone na długich ogonkach. Listki siedzące, podługowate, jajowatolancetowate, z nielicznymi, ostrymi ząbkami na szczycie (szczytowy ząbek bardzo drobny), z wierzchu ciemnozielone, a od spodu i na brzegach srebrnoszare, jedwabiście  owłosione. Przylistki czerwonożółte.
KwiatyPłatki korony dość duże, sercowate, białokremowe w liczbie pięciu, tworzą okwiat o średnicy 2-2,5 cm. Przemiennie z płatkami ułożone są srebrzysto owłosione działki kielicha, krótsze od płatków, ale dłuższe od działek kieliszka. Kwiaty osadzone są na długich szypułkach. Wewnątrz kwiatu znajdują się liczne słupki i pręciki na wypukłym dnie kwiatowym.
OwoceZbiorowe – orzeszki od strony brzusznej owłosione i marszczone.

## Biologia i ekologia
RozwójBylina, hemikryptofit (pączki zimujące znajdują się na poziomie ziemi). Kwitnie w okresie od kwietnia do czerwca.
SiedliskoWystępuje w miejscach słonecznych i nieznacznie ocienionych, w zaroślach, widnych lasach liściastych oraz w murawach na stokach. Rośnie na glebach piaszczysto-gliniastych, przeciętnie żyznych, przepuszczalnych, umiarkowanie wilgotnych na wiosnę, a suchych latem, o obojętnym pH, unika gleb zasobnych w węglan wapnia.
FitosocjologiaW klasyfikacji zbiorowisk roślinnych gatunek charakterystyczny dla związku All. świetlistych dąbrów Potentillo albae-Quercion petraeae.

## Zastosowanie i uprawa

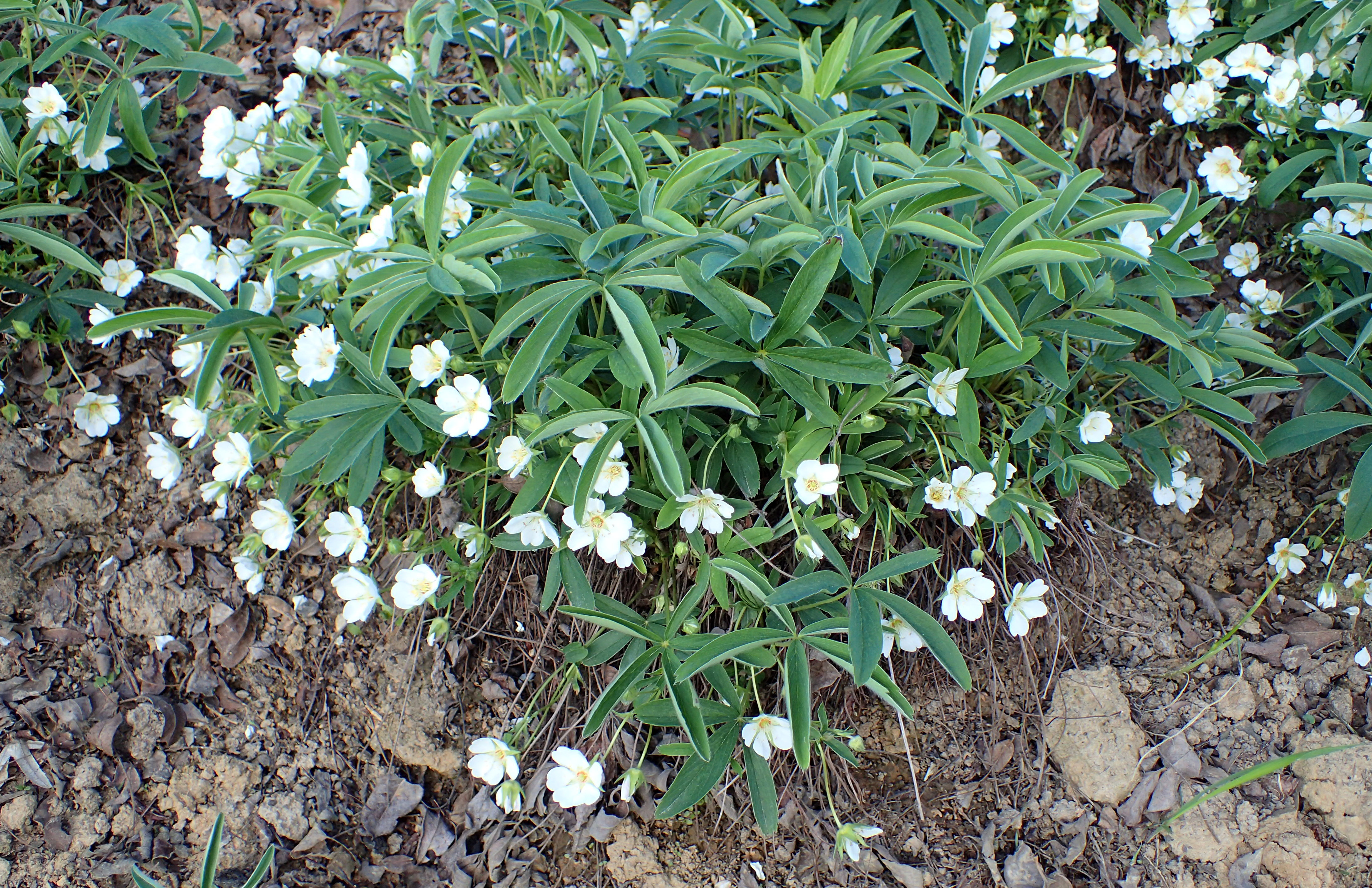
Pięciornik biały w uprawie w Arboretum Wojsławice

Roślina wykorzystywana w ogrodach skalnych oraz na rabaty mieszane. Podstawowym walorem są ozdobne liście i kwiaty. Wymaga słonecznego stanowiska. Nie jest wymagający co do gleby, ale najlepiej rośnie na glebach lekkich, piaszczystych lub piaszczysto-gliniastych. Rozmnaża się go z sadzonek lub nasion wysiewanych jesienią. Strefy mrozoodporności 5-9.